# 华山西路站
华山西路站是昆明地铁5号线的地铁车站，位于中华人民共和国云南省昆明市五华区华山西路与华山南路交叉口北侧，于2022年6月29日开通。

## 车站结构
华山西路站位于华山西路与华山南路交叉口北侧，沿华山西路设置，呈南北走向，为地下三层岛式站台车站，车站长160.8米，车站地下一层为行人交通层，地下二层为站厅层，地下三层为站台层，站台设置全高站台门。
| 地面              | 出入口 | B、D出入口                                                                                              |
| 地下一层          | 站厅   | 行人交通使用                                                                                            |
| 地下二层          | 站厅   | 客服中心、自动售票机、验票机                                                                            |
| 地下三层          | 站台   | \| \| \| █ 5号线往宝丰（圆通山） \| \| 島式 · 開左邊车门 \| \| \| \| \| \| █ 5号线往世博园（五一路） \| |
|                   |        | █ 5号线往宝丰（圆通山）                                                                                 |
| 島式 · 開左邊车门 |        | |
|                   |        | █ 5号线往世博园（五一路）                                                                               |

## 出入口
华山西路站目前开放2个出入口，各出口及周围设施如下所示：
| 编号                  | 地点                     | 建议前往的目的地                                       | 照片 |
| --------------------- | ------------------------ | ------------------------------------------------------ | ---- |
| 出口 · B              | 华山南路、五一路、铁局路 | 五华广场、五华区区级机关办公大楼、昆明市五华区华山中学 |      |
| 出口 · D · 升降机标志 | 华山西路、云南省人民政府 | 云南省财政厅、昆明市妇幼保健院                         |      |
| 註： 設有             |                          |                                                        |      |

## 接驳交通

### 公交车
- 华山西路地铁站D口：1路，119路
- 文庙(华山西路)：1路，119路，125路，187路

## 车站历史
本站工程名为翠湖站，正式站名为华山西路站，以车站所处的华山西路命名。
- 2020年7月30日，车站主体结构封顶[2]。
- 2022年6月29日，车站随5号线通车开通[1]。